# Tôn An Khả
Tôn An Khả (tiếng Trung: 孙安可; tiếng Anh: Sun Anke) là một nữ diễn viên Trung Quốc. Cô được biết đến với các vai diễn trong các bộ phim truyền hình Thiếu gia ác ma đừng hôn tôi (2017), Ỷ Thiên Đồ Long Ký (phim truyền hình 2019), Học viện Quân sự liệt hoả (2019) và Mộng hồi Đại Thanh (2019).

## Sự nghiệp
Tôn An Khả bắt đầu sự nghiệp diễn xuất vào năm 2016 sau khi tốt nghiệp Học viện Điện ảnh Bắc Kinh.
Năm 2016, Tôn An Khả xuất hiện lần đầu trong bộ phim kinh dị Failure Ghost Remember. Sau đó, cô góp mặt trong bộ phim hài lãng mạn Thiếu gia ác ma đừng hôn tôi.
Vào năm 2019, Tôn An Khả đã được biết tới nhiều hơn khi góp mặt trong bộ phim truyền hình Ỷ Thiên Đồ Long Ký (phim truyền hình 2019) với vai Dương Bất Hối. Cùng năm, cô tham gia bộ phim cổ trang lãng mạn Mộng hồi Đại Thanh do Lý Lan Địch và Vương An Vũ đóng chính.
Năm 2020, Tôn An Khả được chọn tham gia bộ phim cổ trang BL Sát Phá Lang (Winner Is King), dựa trên tiểu thuyết cùng tên của Priest.
Năm 2021, cô trở nên nổi tiếng ở Trung Quốc đại lục với vai diễn Lý Yến trong phim điện ảnh kinh dị Truy hồn đóng cùng Trương Chấn và Trương Quân Ninh, vì đã hóa thân thành 4 nhân cách trong khi không hề hóa trang hay thay đổi diện mạo.

## Phim

### Phim điện ảnh
| Năm  | Tiêu đề                | Tiêu đề tiếng Trung | Vai diễn | Ghi chú/ Tham khảo |
| ---- | ---------------------- | ------------------- | -------- | ------------------ |
| 2016 | Failure Ghost Remember | 衰鬼记              | Niu Lili |                    |
| 2020 | Xích hồ thư sinh       | 赤狐书生            | A Tử     | Cameo              |
| 2021 | Truy hồn (The Soul)    | 缉魂                | Lý Yến   | Vai chính          |

### Phim truyền hình
| Năm  | Tiêu đề                                    | Tiêu đề tiếng Trung  | Vai diễn        | Mạng    | Ghi chú/ Tham khảo |
| ---- | ------------------------------------------ | -------------------- | --------------- | ------- | ------------------ |
| 2016 | Trần Nhị Cẩu yêu nghiệt nhân sinh          | 陈二狗 的妖孽人生    | Ngụy Đông Trùng | Tencent | Vai phụ            |
| 2016 | Thất hoàng ngũ lang hắc: thần cơ bí sách   | 七黄五狼黑之神机秘策 | Kinh Hồng       | Tencent | Vai phụ            |
| 2017 | Thiếu gia ác ma đừng hôn tôi               | 恶魔少爷别吻我       | Mạc Hân Vi      | Tencent | Vai phụ            |
| 2019 | Ỷ Thiên Đồ Long Ký (phim truyền hình 2019) | 倚天屠龙记           | Dương Bất Hối   | Tencent | Vai phụ            |
| 2019 | Học viện quân sự liệt hoả                  | 烈火军校             | Khúc Mạn Xu     | IQIYI   | Vai phụ            |
| 2019 | Căn phòng khóa kín (The Locked Room)       | 上锁 的 房间         | Gu Ying         | Youku   | Vai phụ            |
| 2019 | Mộng hồi Đại Thanh                         | 梦回大清             | Minh Huệ        | Tencent | Vai phụ            |
| 2020 | Giữa chốn bồng lai (Fairyland Lovers)      | 蓬莱 间              | Wu Ke           | Tencent | Cameo              |
| 2021 | Xin Chào, An Di (Humans)                   | 你好, 安怡           | Khúc Tư Gia     |         | Vai phụ            |
| 2021 | Hoa nở trăng vừa tròn                      | 花好月又圆           | Lục Anh Dao     | Youku   | Vai chính          |
| 2021 | Những đứa con nhà họ Kiều                  | 乔家的儿女           | Tô Tiểu Mạt     |         | Vai phụ            |
| TBA  | Phong Hỏa Lưu Kim / Sát Phá Lang           | 风火流金 / 杀破浪    | Trần Khinh Nhứ  | Tencent | Vai thứ chính      |